# Miacis
Het geslacht Miacis is de naamgever en bekendste vertegenwoordiger van de Miacidae. De soorten van dit geslacht waren overwegend boombewonende roofdieren. Miacis leefde in het Eoceen (circa 55 tot 36 miljoen jaar geleden) en was wijdverspreid over de noordelijke continenten.

## Classificatie
Een groot aantal soorten wordt aan het geslacht Miacis toegeschreven. Inmiddels geldt het als een 'vuilnisbak-taxon', waarbij de onderlinge verwantschap tussen de verschillende soorten twijfelachtig is. Inmiddels zijn diverse voormalige Miacis-soorten hernoemd tot afzonderlijke geslachten, zoals Messelogale (voorheen M. kessleri) en Dormaalocyon (voorheen M. latouri).

## Ontwikkeling
Miacis ontstond vermoedelijk ten tijde van het PETM en verscheen in het vroegste Eoceen in zowel Noord-Amerika als West-Europa. De nauw verwante Xinyuictis (voorheen M. tenuis) leefde in dezelfde periode in China. Miacis ontwikkelde zich vermoedelijk in Noord-Amerika uit een Europese voorouder die rond de overgang van het Paleoceen naar Eoceen migreerde. M. igniculus is bekend uit de 'Red Hot Local Fauna' van de Tuscahoma-formatie in Mississippi. Miacis verscheen aan het begin van het Wasatchian in de regio van de Rocky Mountains. Miacis migreerde ook naar oostelijk Azië. Het geslacht overleefde in Noord-Amerika tot het Vroeg-Chadronian. De laatste soorten waren overgangsvormen tussen de eerdere miaciden en de hondachtige carnivoren. M. uintensis uit het Uintan was minder goed aangepast aan een boomlevend bestaan dan wordt aangenomen voor de andere miaciden. Deze soort was ongeveer 5 kilogram zwaar en had diverse aanpassingen voor een leven op de grond. M. cognitus werd voorheen als de laatst bekende Amerikaanse soort en een nauwe verwant van de eerste hondachtigen. Bij nieuwe analyse van het fossiele materiaal bleek deze soort een vroege beerhond en werd het hernoemd naar Gustafsonia. Hiermee zijn er geen zekere vondsten meer van Miacis uit Noord-Amerika uit het Laat-Eoceen. In de Oude Wereld stierf het geslacht uit in het Rupelien.

## Beschrijving
De lichaamslengte varieerde tussen de soorten van 5 centimeter bij M. brevirostris tot 60 centimeter bij M. exiguus en M. latidens. Met zijn slanke, langgerekte lichaam en de lange staart, leek Miacis veel op de hedendaagse marters en wezels. Daarnaast had dit roofdier een relatief grote en platte kop met grote oren. De lange staart zorgde waarschijnlijk voor evenwicht bij het rennen door de bomen. Het was een zoolganger met korte poten en aan iedere voet vijf tenen. Miacis had 44 tanden en kiezen, het maximale aantal bij carnivoren. De vorm van de poten en de flexibele schouder- en ellebooggewrichten wijzen op een goede aanpassing aan het leven in de bomen, waarbij de staart voor evenwicht zorgde. Miacis joeg vermoedelijk zowel in de bomen als op de grond op kleine zoogdieren en vogels, terwijl mogelijk ook eieren, insecten en vruchten werden gegeten.

## Fossiele vondsten
Fossielen van Miacis zijn bekend uit Engeland, Canada (Northwest Territories), de Verenigde Staten (Californië, Colorado, Mississippi, Montana, North Dakota, Texas, Utah, Wyoming), China (Henan, Jiangsu), Mongolië, Kazachstan en Thailand.